# 一宮市立浅井中小学校
一宮市立浅井中小学校（いちのみやしりつあざいなかしょうがっこう）は、愛知県一宮市浅井町にある公立小学校。

## 沿革
- 1979年（昭和54年）
  - 4月1日 - 一宮市立浅井中小学校として開校。
  - 4月3日 - 開校式を行う。
- 1980年（昭和55年）2月15日 - 屋内運動場が完成する。
- 2004年（平成16年） - ビオトープひょうたん池が完成する。
- 2007年（平成19年） - 特別支援学級たんぽぽを設置する。
- 2008年（平成20年） - 特別支援学級たんぽぽ2を設置する。

## 通学区域
- 浅井町大日比野、浅井町尾関字高見の一部、浅井町尾関字長田、浅井町小日比野、浅井町前野[1]。

## 進学先中学校
- 一宮市立浅井中学校

## 交通アクセス
- 名鉄バス一宮・宮田線「前野」バス停より徒歩約10分。

名鉄一宮駅バスターミナルより30系統・31系統「宮田本郷」行

## 出身者
- 磯谷祐維 - 女流棋士[2]